# توماس ويليام تايلور
توماس ويليام تايلور هو سياسي كندي، ولد في 6 سبتمبر 1852، وتوفي في 24 فبراير 1924.